# Nigel Kennedy
Nigel Kennedy, född 28 december 1956 i Brighton, East Sussex, är en brittisk violinist. Han var elev på Yehudi Menuhin School, och gick senare på Juilliard School för Dorothy DeLay.

## Fotnoter
1. ↑  Discogs, Discogs artist-ID: 259802, läst: 9 oktober 2017.[källa från Wikidata]
2. ↑  Brockhaus Enzyklopädie, Brockhaus Enzyklopädie-ID: kennedy-nigel, läst: 9 oktober 2017.[källa från Wikidata]
3. ↑  Munzinger Personen, Munzinger person-ID: 00000019985, läst: 9 oktober 2017.[källa från Wikidata]
4. ↑  Gemeinsame Normdatei, läst: 11 december 2014.[källa från Wikidata]
5. ↑  läs online, The New York Times .[källa från Wikidata]
6. ↑  Libris, Kungliga biblioteket, 26 mars 2018, Libris-URI: b8nqrqxv2mnd6sd, läst: 24 augusti 2018.[källa från Wikidata]
7. 1 2  Gemeinsame Normdatei, Deutsche Nationalbibliotheks katalog-id-nummer: 1190722037749153-1, läst: 19 juni 2025.[källa från Wikidata]
8. ↑  läs online, rp-online.de , läst: 16 mars 2022.[källa från Wikidata]